# إديث كوكرين
إديث كوكرين (بالإنجليزية: Edith Cochrane)‏ هي راكبة الكنو أسترالية، ولدت في 1935.

## وصلات خارجية
- إديث كوكرين على موقع أوليمبيديا (الإنجليزية)
- إديث كوكرين على موقع اللجنة الأولمبية الأسترالية (الإنجليزية)